# 13-й истребительный авиационный полк ВВС Балтийского флота (1-го формирования)
13-й истребительный авиационный полк ВВС Краснознамённого Балтийского флота — воинская часть Военно-воздушных сил Краснознамённого Балтийского флота СССР в Великой Отечественной войне.

## История
Полк сформирован в апреле 1938 года на базе 3-й отдельной истребительной авиационной эскадрильи ВВС КБФ.
Принимал участие в Зимней войне.
В составе действующей армии во время ВОВ c 22 июня 1941 по 1 мая 1942 года.
На 22 июня 1941 года 1-я, 2-я и 3-я эскадрильи полка на И-16 базируются на аэродроме Керстово под Ленинградом, 4-я эскадрилья на И-153 базируется на военно-морской базе Ханко.
25 июня 1941 года 3-я эскадрилья полка под командованием капитана Н. М. Никитина передана в 5-й истребительный авиационный полк ВВС КБФ. 1-я и 2-я эскадрилья перелетели в Таллин и с первых дней войны ведут боевую работу над Балтийским морем, Эстонией и островами Моонзундского архипелага.
25 июня 1941 года капитан А. К. Антоненко сбил к северу от острова Найссаар разведчик Ju-86, тем самым став первым лётчиком авиации Балтийского флота, открывшим боевой счёт. 29 июня 1941 года лейтенант В. А. Ермаков был сбит при возвращении с задания над аэродромом Лагсберг (Таллин), став первым погибшим лётчиком авиации Балтийского флота в войне (сбитые самолёты были и до этого, но экипажи возвращались).
4-я эскадрилья полка под командованием Л. Г. Белоусова действовала до 2 декабря 1941 года отдельно, обороняя военно-морскую базу Ханко, осуществляя разведку на финской территории, проводя воздушные бои в районе базы в основном с лётчиками финских ВВС, нанося удары по судам и кораблям противника и прикрывая суда, эвакуирующие базу. Первый воздушный бой в небе Ханко провели лётчики полка Г. Семенов, В. Дмитриев, К. Андреев сбили два германских бомбардировщика Ju-88. До 28 августа лётчики эскадрильи сбили в воздушных боях над Ханко 53 самолёта, уничтожили на воде два гидросамолёта, потопили два торпедных катера, 15 других катеров, четыре шхуны, баржу, уничтожили свыше 300 солдат и офицеров противника.
Из состава эскадрильи активнее всех вела воздушные бои пара А. К. Антоненко и П. А. Бринько. Их боевой опыт, приобретенный на Халхин-Голе и во время войны с Финляндией, полностью раскрылся в небе над Ханко. Эти лётчики первыми на Балтике доказали прекрасные боевые возможности пары истребителей в воздушном бою и эффективность тактики огня с малых дистанций по уязвимым местам самолётов противника. Первый, Ju-88 Антоненко и Бринько в небе Ханко сбили прямо над аэродромом. Несмотря на бомбежку, они взлетели и вступили с германскими бомбардировщиками в бой. Зенитчики, прекратив стрельбу, наблюдали за этой схваткой. Ju-88 повернул на юг, пытаясь уйти в сторону моря, но был настигнут у самой кромки берега и рухнул на скалы. Позже выяснилось, что Антоненко на уничтожение врага затратил семь патронов, а Бринько — 11! От взлёта наших истребителей до посадки прошло всего 7 мин! Антоненко и Бринько находились в самолётах по 16 часов в сутки, спать ложились тут же, рядом с истребителями. Парашюты лётчиков висели рядом на специальных расчалках и через 30 с после сигнала тревоги им удавалось подняться в воздух. Такая мгновенная готовность к вылету и четкий расчёт маршрута перехвата обеспечили А. К. Антоненко и П. А. Бринько за пять недель войны 20 побед в воздушных боях. 14 июля им первым среди лётчиков Балтики было присвоено звание Героев Советского Союза. А. К. Антоненко погиб 26 июля 1941 года — он разбился, совершая посадку на изрытое снарядами поле ханковского аэродрома Тяктоме. П. А. Бринько продолжал сражаться в небе Ханко, а затем Ораниенбаумского плацдарма, доведя счёт сбитых им самолётов до 15. Он погиб 23 сентября 1941 года.
В августе 1941 года полк в основном был задействован в ударах и прикрытию ударов по колоннам противника, которые продвигались к Таллину, а также прикрывает конвои судов, которые эвакуировались из Таллина. После эвакуации Таллина в ночь на 27 августа 1941 года, остатки полка перелетели в Ленинград. При этом часть самолётов полка остались на Сааремаа. Защищая Сааремаа погибли Петр Лобанов и Никандр Шабанов 3 октября 1941 года шесть самолётов начали перелёт с Сааремаа на базу Ханко, при этом перелетая в непогоду с Моонзундских островов пропало без вести 4 самолёта с лётчиками и взятыми техниками. В том числе пропали без вести командир 1-й эскадрильи 13-го истребительного авиаполка М. Т. Леонович, Юрий Добряк, Константин Белорусцев. В воздушных боях при обороне Ханко погибли Алексей Лазукин, Григорий Семенов, Александр Овчинников, Владимир Дмитриев, Филипп Бадаев, Анатолий Кузнецов.
В сентябре — октябре 1941 года полк действует над Ленинградом и ближними подступами к нему — Красногвардейск, Ораниенбаум, Пушкин, Стрельна, Урицк, Пулково, Красное Село. Базируется на аэродроме Низино, затем перелетел на остров Котлин.
В октябре 1941 года в состав полка в качестве 3-й эскадрильи вошла 104-я отдельная авиационная эскадрилья ВВС КБФ.
С 30 ноября 1941 года перелетел на полевой аэродром у деревни Выстав в восьми километрах юго-западнее Кобоны. С этого времени (официально с 8 декабря 1941 года) главной задачей полка стали действия в воздушном пространстве над Ладожским озером с целью прикрытия транспортных коммуникаций на Ладоге, в частности, Дороги Жизни на участке от острова Зеленец до Кобоны, складов имущества и портовых в Кобоне, Новой Ладоге, Осиновеце. Кроме того, полк прикрывал наземные войска в районах Войбокало, Шум, Жихарево и Назия
В течение всей осени и начала зимы 1941 года в полку насчитывалось около десятка боеготовых И-16.
К 18 января 1942 года полк по своим отчётам произвёл 5945 боевых вылетов, в воздушных боях сбил 117 самолётов, уничтожил 12 танков, 387 автомашин, 20 катеров, эсминец, сторожевик, 3 зенитные батареи, сотни солдат и офицеров.
18 января 1942 года Приказом Наркома ВМФ № 10 за проявленную отвагу в воздушных боях с немецко-фашистскими захватчиками, за стойкость, мужество, дисциплину и организованность, за героизм личного состава преобразован в 4-й гвардейский истребительный авиационный полк ВВС КБФ, но по-видимому, до 1 мая 1942 года действовал под старым названием.

## Полное наименование
13-й истребительный авиационный полк ВВС Краснознамённого Балтийского флота

## Подчинение
| Дата       | Флот                            | Армия | Корпус | Дивизия (бригада)                               | Примечания                                                                     |
| ---------- | ------------------------------- | ----- | ------ | ----------------------------------------------- | ------------------------------------------------------------------------------ |
| 22.06.1941 | Краснознамённый Балтийский флот | —     | —      | 10-я смешанная авиационная бригада ВВС КБФ      | —                                                                              |
| 01.07.1941 | Краснознамённый Балтийский флот | —     | —      | 10-я смешанная авиационная бригада ВВС КБФ      | кроме 3-й эскадрильи, переданной в 5-й истребительный авиационный полк ВВС КБФ |
| 10.07.1941 | Краснознамённый Балтийский флот | —     | —      | 10-я смешанная авиационная бригада ВВС КБФ      | кроме 3-й эскадрильи, переданной в 5-й истребительный авиационный полк ВВС КБФ |
| 01.08.1941 | Краснознамённый Балтийский флот | —     | —      | 10-я смешанная авиационная бригада ВВС КБФ      | кроме 3-й эскадрильи, переданной в 5-й истребительный авиационный полк ВВС КБФ |
| 01.09.1941 | Краснознамённый Балтийский флот | —     | —      | 10-я смешанная авиационная бригада ВВС КБФ      | кроме 3-й эскадрильи, переданной в 5-й истребительный авиационный полк ВВС КБФ |
| 01.10.1941 | Краснознамённый Балтийский флот | —     | —      | 61-я истребительная авиационная бригада ВВС КБФ | кроме 3-й эскадрильи, переданной в 5-й истребительный авиационный полк ВВС КБФ |
| 01.11.1941 | Краснознамённый Балтийский флот | —     | —      | 61-я истребительная авиационная бригада ВВС КБФ | —                                                                              |
| 01.12.1941 | Краснознамённый Балтийский флот | —     | —      | 61-я истребительная авиационная бригада ВВС КБФ | —                                                                              |
| 01.01.1942 | Краснознамённый Балтийский флот | —     | —      | 61-я истребительная авиационная бригада ВВС КБФ | —                                                                              |

## Командиры
- Романенко, Иван Георгиевич, майор, подполковник: июль 1938 — 26 августа 1941;
- Охтень Михаил Васильевич, капитан, с 15 декабря 1941 года майор: 9 октября 1941 — 23 января 1942.

## Отличившиеся воины полка
| Награда | Ф. И. О.                      | Должность                        | Звание            | Дата награждения | Примечания                                                |
| ------- | ----------------------------- | -------------------------------- | ----------------- | ---------------- | --------------------------------------------------------- |
|         | Антоненко, Алексей Касьянович | заместитель командира эскадрильи | капитан           | 14.07.1941       | погиб 26.07.1941                                          |
|         | Бринько, Пётр Антонович       | заместитель командира эскадрильи | капитан           | 14.07.1941       | погиб 14.09.1941                                          |
|         | Кондратьев, Пётр Васильевич   | помощник командира полка         | капитан           | 21.04.1940       | погиб 01.06.1943                                          |
| —       | Плешаков, Леонид Васильевич   | лётчик                           | младший лейтенант | —                | 27.08.1941 совершил огненный таран у шоссе Пярну — Таллин |
|         | Романенко, Иван Георгиевич    | командир полка                   | майор             | 21.04.1940       | —                                                         |
|         | Савченко, Владимир Миронович  | командир звена                   | старший лейтенант | 21.04.1940       | —                                                         |